# Campeonato Cearense 1995
In 1995 werd het 81ste Campeonato Cearense gespeeld voor voetbalclubs uit de Braziliaanse staat Ceará. De competitie werd georganiseerd door de FCF en werd gespeeld van 5 maart tot 10 december. Ferroviário werd kampioen.

## Eerste toernooi

### Eerste fase

#### Groep A
| Plaats | Club           | Wed. | W | G | V | Saldo | Ptn. |
| ------ | -------------- | ---- | - | - | - | ----- | ---- |
| 1.     | Ferroviário    | 10   | 7 | 1 | 2 | 22:9  | 22   |
| 2.     | Ceará          | 10   | 6 | 3 | 1 | 15:7  | 21   |
| 3.     | Fortaleza      | 10   | 4 | 4 | 2 | 15:11 | 16   |
| 4.     | Tiradentes     | 10   | 3 | 4 | 3 | 26:13 | 13   |
| 5.     | América        | 10   | 1 | 3 | 6 | 7:20  | 6    |
| 6.     | Calouros do Ar | 10   | 1 | 1 | 8 | 6:31  | 4    |

|  | Geplaatst voor tweede fase |

#### Groep B
| Plaats | Club              | Wed. | W | G | V | Saldo | Ptn. |
| ------ | ----------------- | ---- | - | - | - | ----- | ---- |
| 1.     | Icasa             | 10   | 6 | 1 | 3 | 14:9  | 19   |
| 2.     | Esporte Limoeiro  | 10   | 4 | 3 | 3 | 14:12 | 15   |
| 3.     | Quixadá           | 10   | 4 | 3 | 3 | 12:11 | 15   |
| 4.     | Guarany de Sobral | 10   | 4 | 2 | 4 | 16:14 | 14   |
| 5.     | Itapipoca         | 10   | 4 | 0 | 6 | 8:16  | 12   |
| 6.     | Uruburetama       | 10   | 3 | 1 | 6 | 10:12 | 10   |

|  | Geplaatst voor tweede fase |

### Tweede fase
In geval van gelijkspel gaat de club met de beste notering door.
| Team #1          | Tot.  | Team #2     | 1ste wed | 2de wed |
| ---------------- | ----- | ----------- | -------- | ------- |
| Quixadá          | 1 - 5 | Ferroviário | 0 - 1    | 1 - 4   |
| Esporte Limoeiro | 0 - 4 | Ceará       | 0 - 3    | 0 - 1   |
| Fortaleza        | 1 - 5 | Icasa       | 1 - 2    | 0 - 3   |

### Finalegroep
| Plaats | Club        | Wed. | W | G | V | Saldo | Ptn. |
| ------ | ----------- | ---- | - | - | - | ----- | ---- |
| 1.     | Icasa       | 4    | 2 | 2 | 0 | 7:4   | 8    |
| 2.     | Ferroviário | 4    | 2 | 1 | 1 | 5:4   | 7    |
| 3.     | Ceará       | 4    | 0 | 1 | 3 | 1:5   | 1    |

|  | Winnaar eerste toernooi |

## Tweede toernooi

### Eerste fase

#### Groep A
| Plaats | Club           | Wed. | W | G | V | Saldo | Ptn. |
| ------ | -------------- | ---- | - | - | - | ----- | ---- |
| 1.     | Ferroviário    | 10   | 8 | 1 | 1 | 19:4  | 25   |
| 2.     | Fortaleza      | 10   | 7 | 1 | 2 | 15:11 | 22   |
| 3.     | Ceará          | 10   | 6 | 1 | 3 | 16:10 | 19   |
| 4.     | Tiradentes     | 10   | 4 | 1 | 5 | 13:11 | 13   |
| 5.     | América        | 10   | 1 | 3 | 6 | 5:14  | 6    |
| 6.     | Calouros do Ar | 10   | 0 | 1 | 9 | 7:25  | 1    |

|  | Geplaatst voor tweede fase |

#### Groep B
| Plaats | Club              | Wed. | W | G | V | Saldo | Ptn. |
| ------ | ----------------- | ---- | - | - | - | ----- | ---- |
| 1.     | Itapipoca         | 10   | 6 | 2 | 2 | 15:6  | 20   |
| 2.     | Icasa             | 10   | 5 | 1 | 4 | 12:10 | 16   |
| 3.     | Quixadá           | 10   | 4 | 3 | 3 | 11:14 | 15   |
| 4.     | Esporte Limoeiro  | 10   | 3 | 4 | 3 | 14:8  | 13   |
| 5.     | Guarany de Sobral | 10   | 1 | 6 | 3 | 6:9   | 9    |
| 6.     | Uruburetama       | 10   | 2 | 2 | 6 | 10:21 | 8    |

|  | Geplaatst voor tweede fase |

### Tweede fase
In geval van gelijkspel gaat de club met de beste notering door.
| Team #1   | Tot.  | Team #2     | 1ste wed | 2de wed |
| --------- | ----- | ----------- | -------- | ------- |
| Quixadá   | 1 - 6 | Ferroviário | 0 - 0    | 1 - 6   |
| Itapipoca | 4 - 3 | Ceará       | 1 - 0    | 3- 3    |
| Fortaleza | 0 - 1 | Icasa       | 0 - 0    | 0 - 1   |

### Finalegroep
| Plaats | Club        | Wed. | W | G | V | Saldo | Ptn. |
| ------ | ----------- | ---- | - | - | - | ----- | ---- |
| 1.     | Ferroviário | 4    | 2 | 2 | 0 | 4:1   | 8    |
| 2.     | Itapipoca   | 4    | 1 | 2 | 1 | 3:4   | 5    |
| 3.     | Icasa       | 4    | 0 | 2 | 2 | 1:3   | 2    |

|  | Winnaar tweede toernooi |

## Derde toernooi

### Eerste fase

#### Groep Capital
| Plaats | Club           | Wed. | W | G | V | Saldo | Ptn. |
| ------ | -------------- | ---- | - | - | - | ----- | ---- |
| 1.     | Ceará          | 5    | 4 | 1 | 0 | 11:3  | 13   |
| 2.     | Ferroviário    | 5    | 3 | 2 | 0 | 13:5  | 11   |
| 3.     | Fortaleza      | 5    | 3 | 0 | 2 | 9:3   | 9    |
| 4.     | Tiradentes     | 5    | 1 | 2 | 2 | 5:5   | 5    |
| 5.     | América        | 5    | 1 | 1 | 3 | 6:15  | 4    |
| 6.     | Calouros do Ar | 5    | 0 | 0 | 5 | 5:18  | 0    |

|  | Geplaatst voor tweede fase |

#### Groep Noord
| Plaats | Club              | Wed. | W | G | V | Saldo | Ptn. |
| ------ | ----------------- | ---- | - | - | - | ----- | ---- |
| 1.     | Guarany de Sobral | 4    | 2 | 1 | 1 | 7:6   | 7    |
| 2.     | Uruburetama       | 4    | 1 | 2 | 1 | 4:3   | 5    |
| 3.     | Itapipoca         | 4    | 0 | 3 | 1 | 2:4   | 3    |

|  | Geplaatst voor tweede fase |

#### Groep Zuid
| Plaats | Club             | Wed. | W | G | V | Saldo | Ptn. |
| ------ | ---------------- | ---- | - | - | - | ----- | ---- |
| 1.     | Quixadá          | 4    | 1 | 3 | 0 | 3:2   | 6    |
| 2.     | Esporte Limoeiro | 4    | 1 | 2 | 1 | 6:6   | 5    |
| 3.     | Icasa            | 4    | 0 | 3 | 1 | 3:4   | 3    |

|  | Geplaatst voor tweede fase |

### Tweede fase
In geval van gelijkspel worden er penalty's genomen.
| Team #1          | Tot.  | Team #2           | 1ste wed | 2de wed |
| ---------------- | ----- | ----------------- | -------- | ------- |
| Tiradentes       | 4 - 4 | Guarany de Sobral | 2 - 4    | 2 - 0   |
| Ferroviário      | 7 - 3 | Uruburetama       | 4 - 1    | 3- 2    |
| Fortaleza        | 2 - 0 | Quixadá           | 2 - 0    | 0 - 0   |
| Esporte Limoeiro | 0 - 1 | Ceará             | 0 - 0    | 0 - 1   |

### Finalegroep
| Plaats | Club              | Wed. | W | G | V | Saldo | Ptn. |
| ------ | ----------------- | ---- | - | - | - | ----- | ---- |
| 1.     | Fortaleza         | 6    | 3 | 1 | 2 | 16:9  | 10   |
| 2.     | Ferroviário       | 6    | 2 | 4 | 0 | 13:7  | 10   |
| 3.     | Ceará             | 6    | 1 | 3 | 2 | 6:9   | 6    |
| 4.     | Guarany de Sobral | 6    | 1 | 2 | 3 | 5:15  | 5    |

|  | Finale derde toernooi |

#### Finale
|                   |             |       |           |  |
| 8 december Finale | Ferroviário | 1 – 0 | Fortaleza |  |
| 8 december Finale |             |       |           |  |

## Finale
Ferroviário werd kampioen omdat het twee van de drie toernooien won.
|                    |             |       |       |  |
| 10 december Finale | Ferroviário | 0 – 0 | Icasa |  |
| 10 december Finale |             |       |       |  |

### Kampioen
| Campeonato Cearense de 1995     |
| Ceará                           |
| ------------------------------- |
| FERROVIÁRIO Kampioen (9° titel) |